# Persberg
Persberg (auch Pajsberg) ist eine ehemalige Grubengemeinde und ein kleiner Ort (tätort) in der Gemeinde Filipstad in der Provinz Värmlands län in Schweden.
Der Ort liegt etwa 6 Kilometer nordöstlich von Filipstad am See Yngen. Die Riksväg 26 und 63 sowie die Inlandsbahn durchqueren den Ort. In Persberg wurde lange Zeit Eisenerz abgebaut, die Grube schloss allerdings in den 1970er Jahren.

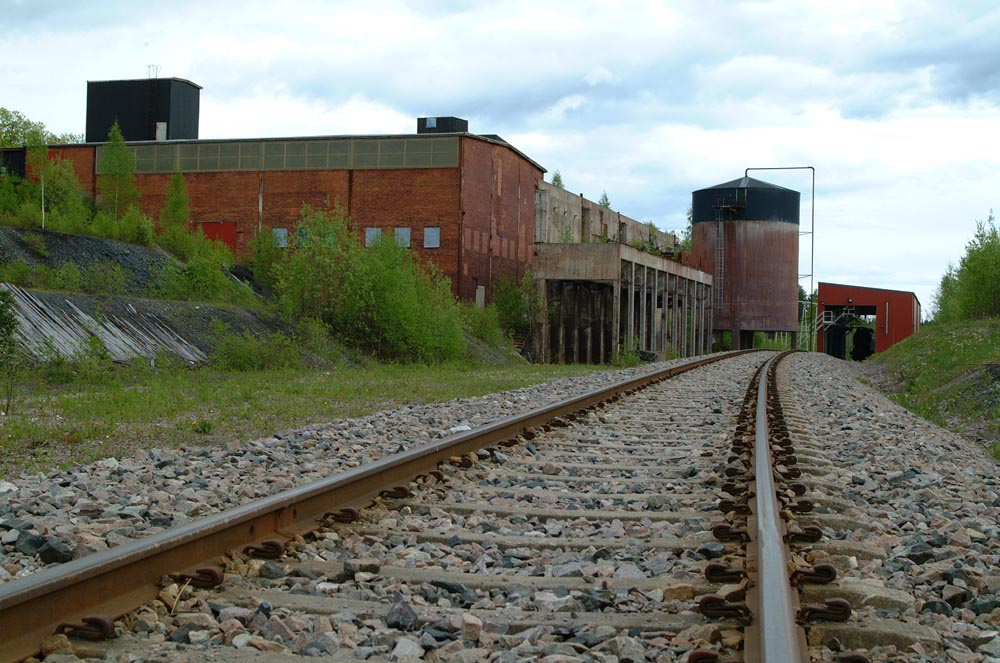
Alte Mine in Persberg
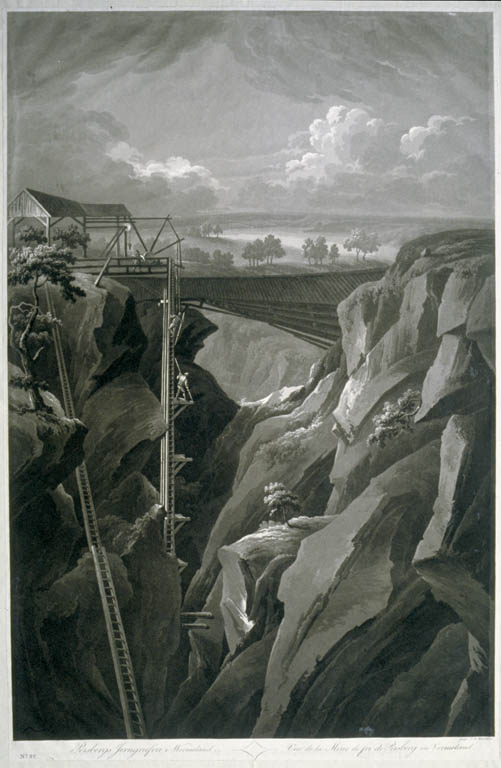
Erzgewinnung um 1800
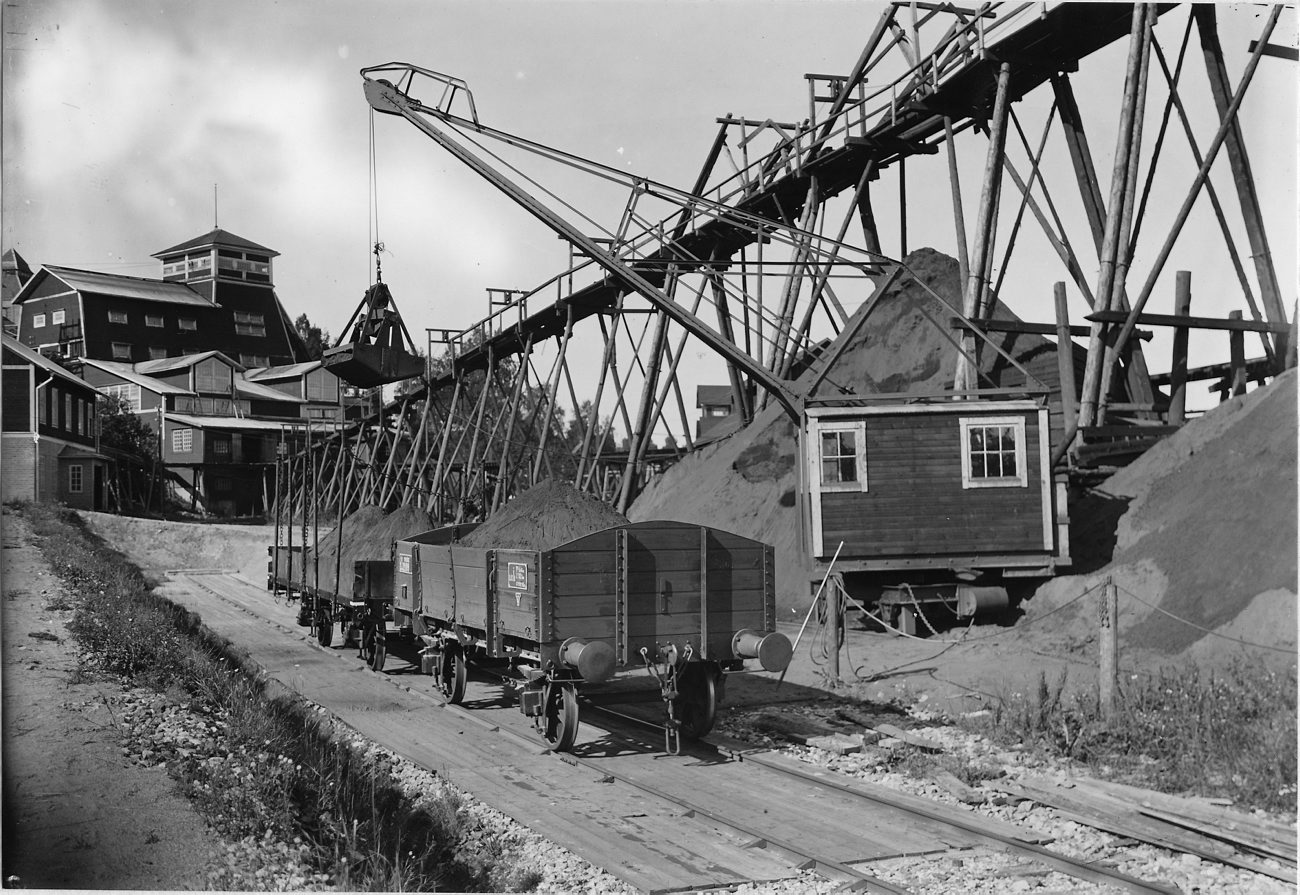
Grube (1920)